# Hans Matheis

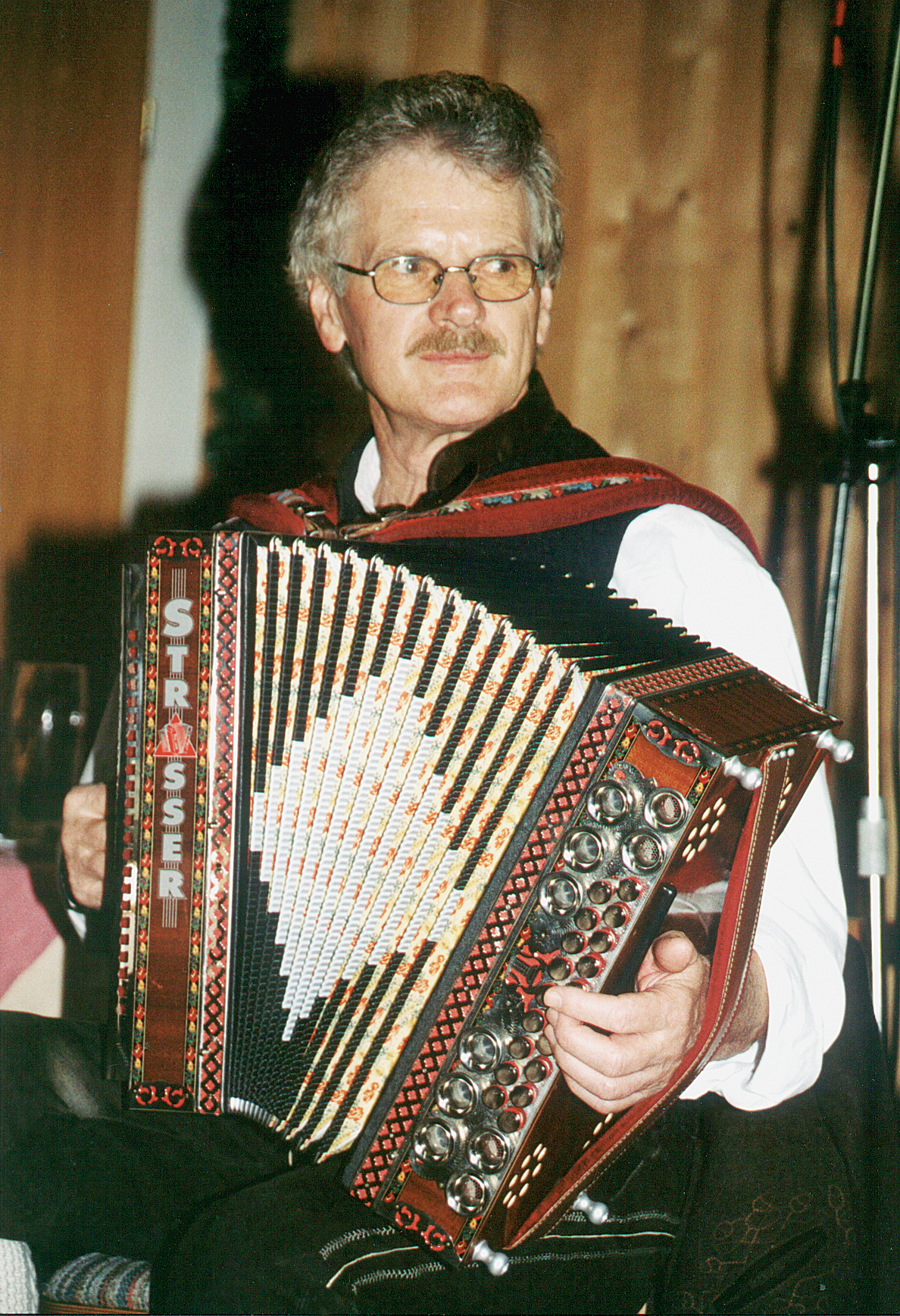
Hans Matheis

Hans Matheis (* 24. Juni 1934 in Trasham; † 15. September 2006 in Oberpolling) war Volksmusikant auf der Steirischen Harmonika und Komponist von mehr als 120 Volksmusikstücken.

## Leben
Der aus dem niederbayerischen Landkreis Passau stammende Hans Matheis erhielt mit sieben Jahren seine erste Harmonika; sein Vater erkannte schon früh die musikalische Begabung seines Sohnes. Er blieb zeitlebens Autodidakt und lernte nie Notenlesen.
In den 1960er und 1970er Jahren trat er als Akkordeonist und Hammondorgelspieler mit mehreren, im Umkreis von Passau bekannten, Tanzkapellen wie La Plata, Picaderos oder Ohio Five auf.
Etwa 35-jährig wandte er sich der Volksmusik zu und spielte die Steirische Harmonika bei der Oberpollinger Stub’nmusi, dem Fürstenstoana Trio mit Irmi, der Ilzleit’n-Stub’nmusi und der Matheis-Musi. Mit der im Jahr 1980 gegründeten Häuslmo-Musi (Besetzung: Hans Matheis, Steirische Harmonika; Jutta Gerg, Hackbrett; Alfons Riesinger, Kontrabass; Harti Pilsner, ab 1989 Michael Schneider, ab 1997 Kaspar Gerg, Gitarre) musizierte er bis zu seinem Tod ein Vierteljahrhundert lang und gewann 1984 und 2001 den Wanderpreis Zwieseler Fink und ebenso 2001 den Gotteszeller Volksmusikpreis.
Von den weit über hundert Kompositionen sind zu seinen Lebzeiten nur wenige veröffentlicht worden. 1985 kam die Musikkassette Häuslmo-Musi Vilshofen – Finkengewinner 1984 – Vilshof’ner Dreig’sang mit acht seiner Stücke heraus, 1987 die Musikkassette Fürstenstoana Trio mit Irmi singt und spuit auf mit sechs weiteren Stücken. 1999 spielte er zusammen mit Ralf Willing auf der CD Startrompeter Ralf Willing und sein Multi Sound Orchester-Instrumental und Gesang zwei seiner Stücke und auf der CD Volksmusik aus dem Landkreis Passau (2000) mit der Häuslmo-Musi drei Stücke ein. 2002 veröffentlichte er auf der CD OASA – Folk- und Country Music vier Solostücke. 2006 nahm der Bayerische Rundfunk vier Stücke mit der Häuslmo-Musi auf. 2008 bis 2011 sind aus dem Nachlass Einhundert seiner von ihm selbst gespielten Stücke veröffentlicht worden. 2013 spielte das Vorderwald-Trio achtzehn bisher unveröffentlichte Stücke ein.
Die Bayerwald-Gemeinde Fürstenstein richtet seit 2014 in zweijährigem Turnus „Hans Matheis Volksmusiktage“ aus mit eigenem Wettbewerb für die musizierende Jugend.

## Musik und Wirkung
Als Volksmusikant spielte Hans Matheis bei Brauchtumsfesten, kirchlichen Feierlichkeiten und privaten Anlässen, trat als Solist, mit verschiedenen Gruppen und auch als Begleiter von Gesangsstücken auf. Polkas, Walzer, Märsche, Ländler und getragene Boarische bilden den Kern seiner Kompositionen, die er Personen, einem ausgestorbenen Handwerk oder seiner Heimatgemeinde Fürstenstein – wie den „Pollinger Marsch“ oder den „Schlosswalzer“ – widmete. Seine der Tradition verbundenen stets dreiteiligen Stücke sind fest verankert im harmonischen Grundgerüst der I., IV. und V. Stufe; die Melodik und Harmonik entwickeln sich aus dem Dur-Dreiklang. Präzises Spiel, auf das er auch als Lehrer größten Wert legte, und scharf pointierter Rhythmus erfüllen Märsche und Polkas mit pulsierender Energie und Intensität. Weich fließende Melodien in variabler Artikulation und feiner Dynamik kennzeichnen Ländler und Walzer. Franz-Xaver Lechner vergleicht Erfindungsreichtum und Ausdrucksfähigkeit von Hans Matheis mit Astor Piazzolla im Tango Nuevo und André Verchuren in der Musette. Zahlreiche Stücke von Hans Matheis gehören zum Repertoire von Volksmusikanten, so gewann die Kellberger Trachtlermusi aus Thyrnau mit dem „Radiputzer“ und „Häuslmo-Marsch“ den Volksmusikpreis Zwieseler Jugendfink 2012.

## Werk

### Noten
- Notenheft in Griffschrift: „Hans Matheis. Radiputzer. 12 Stückl für die Steirische Harmonika“, Grainet 2008[11]
- Notenheft in Griffschrift: „Hans Matheis. Pollinger Marsch. 12 Stückl für die Steirische Harmonika“, Grainet 2014[11]

### Diskografie
- Musikkassette „Häuslmo-Musi Vilshofen - Finkengewinner 1984 - Vilshof’ner Dreig’sang“, Moosach 1985, mit acht Instrumentalstücken von Hans Matheis (Steyrer Disco)
- Musikkassette „Fürstenstoana Trio mit Irmi singt und spuit auf“, München 1987, mit sechs Instrumentalstücken von Hans Matheis (Atlantis-Studio)
- CD „Startrompeter Ralf Willing und sein Multi Sound Orchester – Instrumental und Gesang“, Salzweg 1999, mit zwei Instrumentalstücken von und mit Hans Matheis (PA Records International)
- CD „Volksmusik aus dem Landkreis Passau“, Bad Reichenhall 2000, mit drei Instrumentalstücken von Hans Matheis, gespielt von der Häuslmo-Musi (MAKO Records)
- CD „OASA – Folk & Country Music – Special Guest: Hans Matheis“, Prag 2002, mit vier Instrumentalstücken von Hans Matheis (BEVOX Studio Praha)
- CD „Radiputzer. 12 Stückl für die Steirische Harmonika von Hans Matheis“, Grainet 2008[11]
- CD „Pollinger Marsch. 12 Stückl für die Steirische Harmonika von Hans Matheis“, Grainet 2009[11]
- CD „Matheis’n-Polka. 36 Stückl für die Steirische Harmonika von Hans Matheis“, Hohenwart 2010[12]
- CD „Am Fürstenstoa. 40 Stückl für die Steirische Harmonika von Hans Matheis“, Grainet 2011[11]
- CD „'s Altwasserl. 18 Stückl von Hans Matheis gespielt vom Vorderwald-Trio“, Aiterhofen 2013[7]
- CD „Kronberg-Walzer. Hans Matheis Volksmusiktage Fürstenstein 2014“, Hutthurm 2014[7]